# Хангу
Хангу (англ. Hangu) — город в Пакистане, столица одноимённого округа Хангу. Город находится в провинции Хайбер-Пахтунхва. Население — 31 290 чел. (на 2010 год).

## История
11 декабря 2010 года в городе произошёл террористический акт. Террорист-смертник привёл в действие взрывное устройство, погибло 11 человек и ещё 22 получили ранения.
14 января 2011 года в Хангу произошло нападение на полицейского. В результате атаки была убита женщина (сотрудник полиции) и пять её родственников (включая детей). Данное нападение является частью контрнаступательных действий талибов по всей территории Хайбер-Пахтунхвы.

## Население
По результатам переписи 1998 года в городе проживало 29 986 человек.